# Masato Kudō
Masato Kudō (工藤 壮人?, Kudō Masato; Suginami, 5 giugno 1990 – Miyazaki, 21 ottobre 2022) è stato un calciatore giapponese, di ruolo attaccante.

## Caratteristiche tecniche
Giocava come punta centrale, attaccante intraprendente dotato di potenza di tiro riuscendo ad andare a rete calciando anche di prima intenzione, era di piede destro ma era capace di trovare il gol tirando pure con il sinistro, oltre a dare il suo contributo nelle azioni da gol con i suoi buoni assist. Facendosi servire in area di rigore era capace di segnare pure con i suoi tiri di testa.

## Carriera

### Club

#### Kashiwa Reysol
Masato Kudō fa il suo esordio nel calcio professionistico con la maglia dei Kashiwa Reysol l'11 ottobre 2009 nella Coppa del Giappone vincendo per 4-2 ai rigori contro il JEF Reserves. Nel 2010 vince la J2 League segnando la sua prima rete decidendo la vittoria per 1-0 contro l'Avispa Fukuoka, segna pure il gol del 2-0 battendo il Sagan Tosu ed è autore di una doppietta, prima battendo per 6-0 il Tokushima Vortis e poi prevalendo per 2-0 contro il Giravanz Kitakyushu. Ottenuta la promozione nella J1 League riescono a vincerla, Kudō ha segnato sette reti in sette diverse partite, tutte vinte, il primo con il gol del 3-0 battendo l'Albirex Niigata e l'ultimo con la rete del temporaneo pareggio vincendo per 2-1 contro il Shimizu S-Pulse. Nell'incontro tra il Kashiwa Reysol e l'Auckland City valido per il play-off per i quarti di finale della Coppa del mondo per club FIFA 2011 realizza il gol del 2-0 che permette la vittoria e il passaggio del turno alla sua squadra. Vincerà nel 2012 la Coppa dell'Imperatore segnando il gol del 3-2 battendo ai quarti di finale l'Omiya Ardija, e con la sua rete la squadra ha battuto in samifinale per 1-0 lo Yokohama F. Marinos. Nel 2013 ha vinto l'edizione 2013 della Coppa del Giappone segnando il gol del 1-0 battendo in finale l'Urawa Red Diamonds. Nell'edizione 2013 ha segnato una doppietta nella vittoria per 6-2 ai danni del Suwon Samsung Bluewings, mentre nell'edizione 2015 ha segnato ancora una volta una doppietta battendo per 5-1 il Bình Dương.

#### Vancouver Whitecaps
Nel 2016 gioca per il Vancouver Whitecaps FC nella Major League Soccer la massima serie di calcio degli Stati Uniti, durante la partita contro lo Houston Dynamo riesce a ottenere un calcio di rigore che viene trasformato da Pedro Morales Flores ottenendo la vittoria per 1-0, si è rivelato determinante nella vittoria contro il Portland Timbers, prima ha segnato la rete del pareggio e poi con un suo assist Christian Bolaños ha fatto il gol del 2-1. Durante la vittoria per 2-1 contro i Chicago Fire è costretto a lasciare il campo al 19º minuto per via di un violento scontro di gioco con il portiere avversario Matt Lampson procurandosi una frattura alla mascella, infortunio che gli è costato diversi giorni di assenza dal campo. La sua ultima rete per la squadra l'ha segnata nella CONCACAF Champions League nella vittoria per 4-1 battendo il Central FC.

#### Sanfrecce Hiroshima e Renofa Yamaguchi
Torna a giocare in Giappone nel 2017 con il Sanfrecce Hiroshima segnando un gol già nella prima giornata di campionato nel pareggio per 1-1 contro l'Albirex Niigata, inoltre è autore della rete con cui la squadra ha battuto per 1-0 il Gamba Osaka, ha segnato un gol anche nell'edizione 2017 della Coppa del Giappone nella vittoria per 2-1 contro lo Yokohama F. Marinos. Il 21 giugno 2017 ha segnato una doppietta battendo per 3-2 il Kagoshima United FC. Ha concluso la sua esperienza con il Sanfrecce Hiroshima nel 2018 con dodici gol. Nel 2019 è tornato a giocare in seconda divisione con la squadra del Renofa Yamaguchi segnando la sua prima rete nella sconfitta per 2-1 contro l'Ehime FC, inoltre è autore di un altro gol nell'edizione 2019 della Coppa dell'Imperatore battendo il FC Ryūkyū.

#### Brisbane Roar e Tegevajaro Miyazaki
Gioca in Australia a partire dal 2021 per la squadra del Brisbane Roar debuttando nella vittoria per 2-1 contro il Newcastle il 20 gennaio.
Gioca in tutto 14 partite segnando un solo gol, con la rete del 4-0 battendo il The Mariners. Torna in Giappone indossando la maglia del Tegevajaro Miyazaki nella J3 League, nel campionato di terza divisione segna tre reti: la prima nel pareggio contro il Giravanz Kitakyushu, il secondo perdendo per 2-1 nella partita giocata contro il SC Sagamihara e il terzo subendo contro il FC Gifu una sconfitta per 4-1. La sua ultima partita la gioca contro il FC Imabari gli avversari vincono per 3-2 e Kudō gioca solo per sette minuti.

### Nazionale
Kudō ha vinto con la Nazionale del Giappone la Coppa dell'Asia orientale dove ha fatto il suo debutto il 21 luglio 2013 segnando una rete nel pareggio per 3-3 contro la Cina. Ha segnato il suo secondo e ultimo gol in nazionale nella vittoria per 3-0 contro il Guatemala. Ha giocato in tutto solo quattro partite con la nazionale.

## Morte
Il 18 ottobre 2022, il sito ufficiale del Tegevajaro Miyazaki, club di terza divisione giapponese in cui militava, ha informato che Kudō era in terapia intensiva a causa di un idrocefalo. Tre giorni più tardi, il 21 ottobre, viene annunciato il suo improvviso decesso all'età di 32 anni, nonostante fosse stato sottoposto ad un intervento chirurgico al cervello.

## Statistiche

### Club

#### Cronologia presenze e reti in nazionale
| Cronologia completa delle presenze e delle reti in nazionale ― Giappone | Cronologia completa delle presenze e delle reti in nazionale ― Giappone | Cronologia completa delle presenze e delle reti in nazionale ― Giappone | Cronologia completa delle presenze e delle reti in nazionale ― Giappone | Cronologia completa delle presenze e delle reti in nazionale ― Giappone | Cronologia completa delle presenze e delle reti in nazionale ― Giappone | Cronologia completa delle presenze e delle reti in nazionale ― Giappone | Cronologia completa delle presenze e delle reti in nazionale ― Giappone |
| Data                                                                    | Città                                                                   | In casa                                                                 | Risultato                                                               | Ospiti                                                                  | Competizione                                                            | Reti                                                                    | Note                                                                    |
| ----------------------------------------------------------------------- | ----------------------------------------------------------------------- | ----------------------------------------------------------------------- | ----------------------------------------------------------------------- | ----------------------------------------------------------------------- | ----------------------------------------------------------------------- | ----------------------------------------------------------------------- | ----------------------------------------------------------------------- |
| 21-7-2013                                                               | Seul                                                                    | Giappone                                                                | 3 – 3                                                                   | Cina                                                                    | Coppa dell'Asia orientale 2013                                          | 1                                                                       |                                                                         |
| 25-7-2013                                                               | Hwaseong                                                                | Giappone                                                                | 3 – 2                                                                   | Australia                                                               | Coppa dell'Asia orientale 2013                                          | -                                                                       | 73’                                                                     |
| 28-7-2013                                                               | Seul                                                                    | Corea del Sud                                                           | 1 – 2                                                                   | Giappone                                                                | Coppa dell'Asia orientale 2013                                          | -                                                                       | 69’                                                                     |
| 6-9-2013                                                                | Osaka                                                                   | Giappone                                                                | 3 – 0                                                                   | Guatemala                                                               | Amichevole                                                              | 1                                                                       | 62’                                                                     |
| Totale                                                                  |                                                                         | Presenze                                                                | 4                                                                       |                                                                         | Reti                                                                    | 2                                                                       |                                                                         |

## Palmarès

### Club

#### Competizioni nazionali
- J2 League: 1

Kashiwa Reysol: 2010
- Campionato giapponese: 1

Kashiwa Reysol: 2011
- Supercoppa del Giappone: 1

Kashiwa Reysol: 2012
- Coppa dell'Imperatore: 1

Kashiwa Reysol: 2012
- Coppa J. League: 1

Kashiwa Reysol: 2013

#### Competizioni internazionali
- Coppa Suruga Bank: 1

Kashiwa Reysol: 2014

### Nazionale
- Giochi asiatici: 1

2010
- Coppa dell'Asia orientale: 1

2013

### Individuale
- Miglior giocatore della Coppa J. League: 1

2013
- Premio Fair-Play del campionato giapponese: 1

2014